# ApEX
Pour les articles homonymes, voir apex.
Dan « apEX » Madesclaire est un joueur professionnel français de Counter-Strike (CS), né le 22 février 1993 à Lunéville.
Depuis octobre 2018, il évolue au sein de la structure Vitality, en tant qu'ingame-leader (meneur de jeu). Vainqueur de trois Majors, il a été élu IGL de l'année 2023 par le site HLTV et détient le record de compétitions remportées avec 33 trophées depuis ses débuts.

## Biographie
Dan Madesclaire né à Lunéville près de Nancy et a passé dix-sept ans de sa vie à Charmes, une commune française située dans le département des Vosges en Lorraine.
Il découvre et commence à jouer à Counter Strike en 2007 à l’âge de 14 ans lors de l’ouverture d’un cybercafé dans sa commune.
Plutôt fainéant et happé par Counter Strike, il redouble sa 3ème, puis après une seconde générale entre en première électrotechnique. Bien qu’il soit sportif, il n’obtient pas son baccalauréat car il ne passe pas l’épreuve de sport. N’étant pas féru d’étude, il décide de faire une année sabbatique pour se consacrer à Counter-Strike. Joueur professionnel avant l’obtention de son bac sur Counter-Strike Source, les faibles gains ne lui permette pas d’en vivre. Pour faire plaisir à sa mère, il refait une terminale pour repasser son bac, qu’il obtient. Il se lance ensuite dans un BTS électrotechnique, qu’il arrête après 4 mois pour se consacrer pleinement au jeu.
En commençant sur Counter-Strike Source en 2008 puis Global Offensive en 2012, il reste professionnel sur le jeu, jusqu’à passer sur CS2 fin 2023. En passant par de nombreuses équipes dont G2 ou Vitality, il gagne 3 majors dont, à Paris, le dernier major de CSGO et a gagné plus de $2,100,000 de gain lors des différents tournois qu’il a réalisé (il est d’ailleurs le 20è joueur de CS à attendre le million de gain).
Légende de Team Vitality avec qui il est depuis 2018, Dan est le seul joueur de CSGO à avoir gagné au moins un trophée T1/S-Tiers (l’équivalent d’un master1000 au tennis) chaque année depuis qu’il est professionnel. Il détient aussi le record de trophées du jeu avec 33 breloques à son palmarès devant le danois Dupreeh,.
Hyperactif, le joueur professionnel est également passionné de foot. Il a notamment pratiqué cette activité sportive de ses 5 à 18 ans. Il supporte le FC Barcelone et est un grand fan de Lionel Messi.

## Carrière

### Counter-Strike: Source (2008-2012)
Dan Madesclaire commence Counter-Strike sans être professionnel, et joue sa première LAN officielle à l'âge de 15 ans lors de la PxL à Arles.
Après être passé par plusieurs équipes plus modestes (gamed!de, beta, UNTAGGED, dreamrar, redface, hf.MOTHER), il rejoint ses premières structures professionnelles à partir de 2011, comme Team Sypher et 3DMAX, ce qui lui permet de gagner ses premiers tournois dès l'âge de 18 ans. Durant cette période, il fait l'objet de deux bannissements manuels pour triche, avant que les sanctions ne soient finalement annulées suite à des erreurs par l'équipe de modération.
Il termine son parcours CS:Source chez VeryGames, considérée comme la meilleure équipe du jeu à cette époque, aux côtés de ses coéquipiers Kevin « Ex6TenZ » Droolans, Nathan « NBK » Schmitt, Cédric « RpK » Guipouy et Michael « mK » Zaidi.

### Counter-Strike: Global Offensive (2012-2023)
apEX débute sur Counter-Strike: Global Offensive dès sa sortie en 2012. En janvier 2013, il rejoint l'équipe LDLC, pour laquelle il avait déjà joué sur Counter-Strike 1.6. Avec LDLC, il atteint les demi-finales de la DreamHack Summer 2013. En août, il rejoint le clan français Mystik, avec qui il participe au premier major (tournoi de haut niveau sponsorisé par Valve, l'éditeur du jeu), la DreamHack Winter 2013.
En pleine année sabbatique, après avoir quitté le lycée, il revient chez Team LDLC en février 2014 dont il a déjà fait partie. C’est à ce moment qu’il se considère officiellement professionnel sur le jeu et touche un réel salaire. Lors du premier major de l'année, l'EMS One Katowice 2014 , il atteint les quarts de finale. Lors du deuxième major de l'année, ESL One Cologne 2014, il termine 3e-4e place puis il remporte une victoire à la DreamHack Valencia 2014.
En septembre, il rejoint Titan eSports. Cette année-là, lui et sa nouvelle équipe remportent le DreamHack Invitational II et décrochent une troisième place au StarLadder StarSeries XI. Il est également élu 15ᵉ meilleur joueur par HLTV et reconnu comme l'un des meilleurs entry fraggers au monde, un rôle clé dans le jeu.
Début 2015, avec Titan, il enchaîne les deuxièmes places à l'Assembly Winter 2015, l'IOS Pantamera et l'ESL Pro League Winter 2014/15. En revanche, lors du Major ESL One Katowice 2015, il termine à la 13ᵉ-16ᵉ place. C'est durant cette période avec Titan que Dan décide d'abandonner complètement ses études.
En juillet 2015, il rejoint la Team EnVyUs avec une lineup entièrement française avec Kenny « KennyS » Schrub, Nathan « NBK » Schmitt, Fabien « kioShiMa » Fiey et Vincent « Happy » Cervon. Lors de son premier tournoi avec sa nouvelle équipe, il gagne l’IEM Season X - gamescom. Il perd ensuite en final lors du Major ESL One Cologne 2015 après une défaite 2-0 contre Fnatic. Il connaît ensuite un succès international grâce à plusieurs victoires dont la DreamHack Open London 2015, le Gfinity Champion of Champions et avec l’équipe de France, The World Championships 2015. Après une victoire 2-0 contre Natus Vincere, EnVyUs remporte le troisième Major de l'année, la DreamHack Cluj-Napoca 2015. Le premier d’apEX. Une fois de plus, il est nommé 18e meilleur joueur de l'année par HLTV pour ses réalisations individuelles. En 2016, il remporte le Global eSports Cup - Saison 1 et le Gfinity CS:GO Invitational. Lors des deux Majors de l’année MLG Major Championship : Columbus 2016 et ESL One Cologne 2016, apEX et EnVyUS termine dans les places 13-16.
En février 2016, il rejoint G2 Esports. Il remporte le DreamHack Open Tours 2017, l'ESL Pro League Season 5 - Finals et le DreamHack Masters Malmö 2017. 2018 a commencé pour avec une apparition en quart de finale à l'Eleague Major Boston 2018. En juin, il est mis sur le banc par G2 Esports.
En octobre, il rejoint l'organisation française Team Vitality qui relance un roaster peu avant. apEX, sur le banc de G2 depuis plusieurs mois, accepte et demande de jouer avec le rookie, futur star du jeu Mathieu "ZywOo" Herbaut. Dan rentre donc dans une équipe 100% francophone, composée aussi de Nathan "NBK" Schmitt, Cédric "RpK" Guipouy, Vincent « Happy » Schopenhauer et Philippe « faculty » Rodier comme coach. Peu après, Rémy "XTQZZZ" Quonium remplace faculty et Alexander « ALEX » McMeekin remplace Happy, vision de l’équipe qu’avait apEX depuis son arrivée,. Cette année, Vitality gagne au DreamHack Open Atlanta 2018.
L'année suivante, l’équipe de Vitality monte en puissance et atteint le niveau top tiers. Ils remportent Charleroi Esports 2019, cs_summit 4 et Epicentre 2019. Ils atteignent également la finale de l'ESL One : Cologne 2019 et les demi-finales de l'ESEA Saison 31 : Global Challenge, IEM XIV - Chicago et l’IEM Masters XIV - Pékin. Ils terminent l'IEM Major : Katowice 2019 à la 9e-11e place, tout en terminant le StarLadder Major : Berlin 2019 à la 5e-8e place.
En 2020, avec le confinement, l’ensemble des matchs se joue en offline. Madesclaire remporte l’IEM 2020 Online - Europe et le DreamHack Open Fall 2020. En mars de cette année, apEX passe capitaine de l’équipe après le départ de Alexander « ALEX » McMeekin,.
En 2021, il remporte l'Intel Extreme Masters XVI - Winter. Il a également atteint la finale de l'ESL Pro League Saison 14 et du Blast Premier : Fall Finals 2021.
Lors de l’année 2022, pour passer un cap, Vitality passe d’équipe française à équipe internationale avec l’arrivé des danois Emil « Magisk » Reif,  Peter « dupreeh » Rasmussen et comme coach Danny « zonic » Sørensen. Ensemble, ils remportent la saison 16 de l'ESL Pro League.  Ils atteignent également la finale du Blast Premier : Spring Finals 2022. Cependant, ils terminent le PGL Major Anvers 2022 de la 9e à la 11e place et l'IEM Major : Rio 2022 à une décevante 12e-14e place.
2023 marques l’année de la réussite pour Vitality. L’équipe remporte l’IEM Rio 2023 en pleine préparation de Major. Évènement de l’année pour Dan et Vitality, le BLAST.tv Major : Paris 2023 à l’Accord Arena, le dernier tournoi majeur de Counter-Strike : Global Offensive. Devant des supporters français aquis à leurs causes, Vitality remporte le Major, le deuxième pour apEX, après une victoire 2-0 contre GamerLegion. Cette année, apEX gagne également le Gamers8 2023, le Blast Premier : Fall Final 2023 et le Blast Premier : World Final 2023. Son équipe est nommés meilleure équipe de l'année par HLTV et apEX remporte le titre de meilleur IGL de l’année.
En octobre 2023, il prolonge avec Team Vitality jusqu’en 2026.

### Counter-Strike 2 (2023 - )
Counter-Strike 2 sort fin 2023. Après une année exceptionnelle, les danois de l’équipe décident de partir et sont remplacés par William « mezii⁠ » Merriman à la place de Magisk, le retour de Rémy « ⁠XTQZZZ⁠ » Quoniam à la place de zonic et Shahar « flameZ⁠ » Shushan remplace dupreeh.
Pour cette première année sur CS2, Vitality perd plusieurs finales mais arrive tout de même à gagner Intel Extreme Masters Cologne 2024, l’une des compétions historique de CS, talons d’Achille de Vitality depuis leurs créations.
Après une année 2024 en dents de scie, avec seulement une victoire malgré les nombreux playoff, Vitality remportent début 2025, l'IEM Katowice 2025, dans le Hall of Heroes, l'une des compétitions les plus prestigieuses du circuit avec les Majors et l'IEM Cologne. Cette victoire marque pour apEX, la fin d'une disette de 11 ans sur cette compétition et lui permet d'être un des rares à avoir gagnés la doublette Cologne-Katowice. Avec une belle réussite affiché tout au long de la compétition, cela lui permet de répondre à différentes critiques sur son niveau et son âge sur le jeu. Il devient aussi le premier capitaine français à s'imposer dans ce tournois. En mai, après une victoire lors de l'IEM Melbourne 2025, apEX remporte l'Intel Grand Slam Seasons 5, distinctions pour avoir remporté 4 des 10 tournois ESL (IEM Cologne/Katowice/Melbourne & EPL S21) et son million de dollars de cashprize à partager avec ses coéquipiers.
En juin, apEX remporte avec Vitality son troisième majors lors du BLAST.tv Austin Major 2025,, et devient ainsi le joueur le plus titré de l'histoire de Counter-Strike,.

## Palmarès

### Équipe / Structure
- 202ESWC 2013[28]
- DreamHack Valencia 2014[29]
- DreamHack Stockholm CS:GO Invitational 2014[30]
- IEM Gamescom 2015[31]
- DreamHack Open London 2015[32]
- Gfinity 2015 Champion of Champions[33]
- DreamHack Open Cluj-Napoca 2015[34]
- Game Show Global eSports Cup 2016 Finals[35]
- WESG 2016 World Finals[36]
- DreamHack Open Tours 2017[37]
- ESL Pro League Season 5 Finals[38]
- DreamHack Masters Malmö 2017[39]
- cs_summit 4[40]
- ECS Season 7 Finals[41]
- EPICENTER 2019[42]
- IEM Beijing-Haidian 2020 Europe[43]
- BLAST Premier Fall 2020 Finals[44]
- IEM Winter 2021[45]
- ESL Pro League Season 16[46]
- IEM Rio 2023[47]
- BLAST.tv Paris Major 2023
- Gamers8 2023
- BLAST Premier: Fall Final 2023 [48]
- BLAST Premier: World Final 2023 [49]
- IEM Cologne 2024[50]
- IEM Katowice 2025[51]
- ESL Pro League Season 21[52]
- BLAST Open Lisbon 2025[53]
- IEM Melbourne 2025[25]
- Intel Grand Slam Seasons 5[25]
- BLAST Rivals Spring 2025[54],[55]
- IEM Dallas 2025[56]
- BLAST.tv Austin Major 2025[26],[27]

### Individuel
- IGL of the Year (Panel Award) 2023[20]
- Top 18 HLTV best player 2015[13]
- Top 15 HLTV best player 2014[11]

## Sources
- Historique des équipes : https://www.hltv.org/player/7322/apex#tab-teamsBox sur HLTV.org (consulté le 22 juillet 2022)
- Finale de l'ESL One Cologne 2015 : https://www.hltv.org/news/15782/fnatic-triumphant-at-esl-one-cologne sur HLTV.org (consulté le 22 juillet 2022)
- Interview apEX (vosgesmatin.fr) : https://www.vosgesmatin.fr/sport/2023/05/12/ca-fait-bizarre-de-voir-neymar-te-demander-une-photo
- Interview apEX (lequipe.fr) : https://www.lequipe.fr/explore/wf112-no-pain-no-game/